# El Nopal, Tantoyuca
El Nopal är en ort i Mexiko.   Den ligger i kommunen Tantoyuca och delstaten Veracruz, i den sydöstra delen av landet, 230 km norr om huvudstaden Mexico City. El Nopal ligger 95 meter över havet och antalet invånare är 105.
Terrängen runt El Nopal är platt norrut, men söderut är den kuperad. Runt El Nopal är det ganska tätbefolkat, med 72 invånare per kvadratkilometer. Närmaste större samhälle är Tantoyuca, 8,3 km nordväst om El Nopal. Trakten runt El Nopal består till största delen av jordbruksmark.